# ینس برگنستن
یِنس بِرگِنستِن (انگلیسی: Jens Bergensten؛ زادهٔ ۱۸ مهٔ ۱۹۷۹) که به عنوان «Jeb» نیز شناخته می‌شود، برنامه‌نویس بازی ویدئویی اهل سوئد است. او بیشتر به عنوان طراح اصلی بازی ماینکرفت شناخته می‌شود. در سال ۲۰۱۳، او به همراه خالق ماینکرفت، مارکوس پرسون به عنوان یکی از ۱۰۰ نفر با نفوذ روزنامهٔ تایم در جهان معرفی شد.
از فیلم‌ها یا برنامه‌های تلویزیونی که وی در آن نقش داشته‌است می‌توان به ماینکرفت: داستان موجنگ اشاره کرد.